# Malmfrid Mstislavlsdatter
Malmfrid Mstislavsdatter  eller Malmfred af Kijev (født ca. 1105, død efter 1137) var dronning af Norge og (fra ca. 1132) dronning af Danmark.
I følge Snorre Sturlasson giftede kong Sigurd Jorsalfar sig med Malmfred Haraldsdatter, datter af Harald Valdemarsson øst for Holmgard, men dette er et norrønt navn for Mstislav af Kijev, storfyrste af Kijev i årene 1125-1132. Rigtigere eller mere praktisk navn på hende er da Malmfred Mstislavdatter. Hendes mor var Kristina Ingesdatter, datter af kong Inge Stenkilsson den ældre af Sverige. Storhertug Mstislavs forældre var Vladimir 2. Monomakh og Gyda Haraldsdatter. Gyda var datter af den engelske konge Harold Godvinson, søn af Godwin af Wessex og danske Gyda Torkelsdatter, der var en datter af Thorgils Sprakeleg. Malmfrid havde med andre ord tætte slægtsbånd til Skandinavien, og antagelig forstod hun norrønt sprog før hun kom til Norge. Hendes søster var Ingeborg som blev gift med Knud Lavard, søn af den danske konge Erik Ejegod.
Malmfrid og Sigurd blev gift en gang mellem 1116 og 1120 da Sigurd var midt i tyverne og Malmfrid omkring ti år yngre. Egentlig var Sigurd allerede gift som barn med datteren til den irske konge Muircheartach Ua Briain, men da faren døde 1103 lod Sigurd sin barnebrud være tilbage i vest.
Dansk Biografisk Leksikon skriver: I Slutningen af sin Levetid forskød Sigurd, der led under Anfald af Sindssyge, Malmfrid og tog en anden Hustru. og Store norske leksikon nævner at Sigurd «ikke ville vide af henne», men i henhold til Claus Krag i Norsk biografisk leksikon er det en opdigtet historie som ikke en gang Snorre troede på. Uanset hvad, fik de en datter sammen, Kristin Sigurdsdatter som blev gift med jarlen Erling Ormsson, bedre kendt som Erling Skakke, og deres søn Magnus Erlingsson blev konge af Norge da han var seks år gammel, og den første norske konge som blev salvet til hvervet.
Da Sigurd døde af sot omkring fyrre år gammel i 1130 blev hans søn (med frillen Borghild Olavsdatter) Magnus den Blinde konge af Norge. Sigurds enkedronning Malmfrid drog da videre til Danmark hvor hun kort tid efter blev gift med Erik Emune, halvbror til hendes svoger Knud Lavard. Hun sørgede også for at stedsønnen Magnus blev gift med niecen Kristin Knudsdatter, Knud Lavards datter. Hun bliver dronning af Danmark, da Erik Emune efter Slaget ved Fodevig bliver konge i Danmark. Hun og kong Erik får ingen børn, og man ved ikke meget mere om hende. Hun døde en gang efter 1137 som er det år Erik Emune blev dræbt på et tingmøde på Urnehoved i Slesvig.